# Kiwa tyleri
Cua Người tuyết hay cua Yeti (danh pháp khoa học: Kiwa tyleri) là một loài cua thuộc họ Kiwaidae và được các nhà nghiên cứu gọi với tên cua Người Tuyết mù vì vẻ ngoài lông lá cũng như không hề có mắt. Chúng vừa được tìm ra tại vùng khắc nghiệt nhất dưới đáy đại dương. 

## Đặc điểm
Trông chúng có vẻ như được bao phủ bởi một lớp lông mềm như các loài nhện. Song thực tế, bộ lông của sinh vật này hoàn toàn là lông cứng. Chúng có chiều ngang khoảng 4,5 cm, dài 4 cm và đặc biệt hơn, cua cái có kích cỡ gấp rưỡi con đực. Loài cua này sống tập trung thành các quần thể với mật độ rất dày, lên tới trên 700 cá thể trên 1m vuông, thậm chí ở một số nơi còn lên tới 4.017 cá thể trên 1m vuông.
Cua Người Tuyết không có mắt nên dành cả đời mình để sống trong môi trường nước ấm của các lỗ thủy nhiệt. Tuy nhiên ấu trùng của chúng lại không thể phát triển được trong vùng nước này. Tới mùa sinh sản, các con cái sẽ di chuyển ra khỏi lỗ thủy nhiệt để mang ấu trùng vào vùng biển băng giá xung quanh. Những ấu trùng này theo cách nào đó lại tìm về được với vùng nước ấm khi chúng trưởng thành.
Cua Người Tuyết đã phát triển một khả năng là mở trang trại chăn nuôi ngay trên cơ thể mình. Các lông cứng của chúng trở thành chỗ bám lý tưởng cho các loài vi khuẩn, việc quần tụ ở mật độ cao cũng khiến cho việc thu thập vi khuẩn trở nên dễ dàng hơn. Ngoài việc tự chăn nuôi, cua Người Tuyết mù cũng di chuyển lên mặt ống thủy nhiệt để ăn các vi khuẩn phát triển ở đây.